# قومية آسيوية

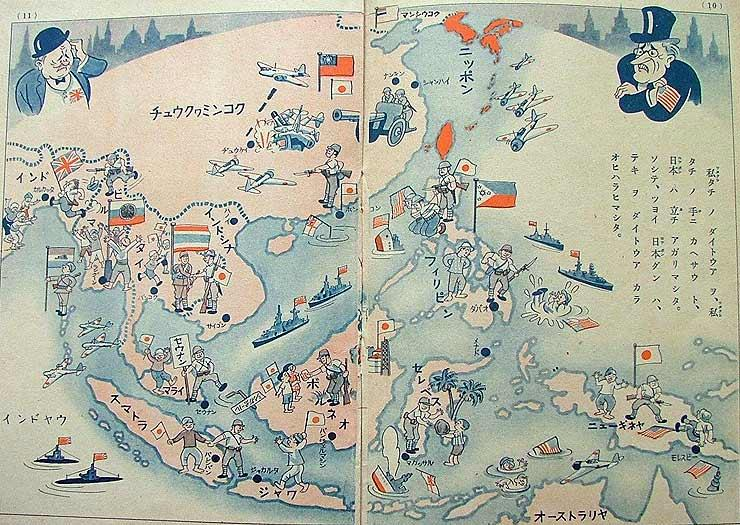

تشكل القومية الآسيوية إيديولوجية تعزز وحدة الشعوب الآسيوية. اقتُرحت العديد من النظريات والحركات القومية في آسيا، وخاصة من شرق وجنوب، وجنوب شرق آسيا. وكان التحفيز لهذه الحركات هو مقاومة كلًا من الهيمنة الغربية والإسلامية، والنزعة الاستعمارية التوسعية، وإيمانًا بأن «القيم الآسيوية» يجب أن تكون لها الأسبقية على «القيم الأوروبية» أو «القيم الشرق أوسطية».

## القومية الآسيوية اليابانية
قبل الحرب العالمية الثانية، كانت النزعة القومية اليابانية الآسيوية في جوهرها فكرة توحيد آسيا ضد الإمبريالية الأوروبية. تطورت النزعة القومية الآسيوية اليابانية في تشابك بين نقاشات التضامن مع الدول الآسيوية التي كانت تحت ضغط أوروبا والتوسع العدواني في القارة الآسيوية. كانت المناقشات الأولى نابعة من الليبرالية. وكان الأيدولوجي توكيشي تاروي (1850-1922) الذي طالب بالمساواة بين اليابان وكوريا في اتحاد الدفاع التعاوني ضد القوى الأوروبية، وكينتارو أوي (1843-1922) الذي حاول إقامة حكومة دستورية محلية في اليابان وإصلاح كوريا. بدأ نشوء القومية الآسيوية في اليابان في أواخر القرن التاسع عشر، وحفز خصوصًا بعد هزيمة روسيا في الحرب الروسية اليابانية (1904 - 1905). وقد خلق هذا الاهتمام من الشاعرين البنغاليين روبندراناث طاغور وسري أوروبندو والسياسي الصيني سون يات سين.
أظهر الاهتمام الرسمي المتزايد بالأمور الآسيوية الأوسع نطاقا في إنشاء مرافق للدراسات الهندية. وفي عام 1899، أطلقت جامعة طوكيو برنامجًا في السنسكريتية وكاوي، ويجري في عام 1903 إطلاق آخر في الدين المقارن. ولذلك، جاء عدد من الطلاب الهنود إلى اليابان في أوائل القرن العشرين، فأسسوا جمعية الشباب الشرقي في عام 1900. وتسبب نشاطهم السياسي المناهض لبريطانيا في إثارة حالة من الذعر لدى الحكومة الهندية، وذلك عقب تقرير نشرته صحيفة «لندن سبرز».
بيد أن المجتمع الياباني كان يميل بشدة إلى التعصب القومي عن حركة الحرية والحقوق الشعبية. أصبحت المناقشات الأخيرة حول التوسع العدواني إلى آسيا واضحة جلية. وكان ممثلوهم جمعية المحيط المظلم وجمعية التنين الأسود. فقد نادت جمعية التنين الأسود (1933) بالإمبريالية اليابانية والتوسعية، كما أدت إلى مناقشة حول تأمين القارة الآسيوية تحت السيطرة اليابانية. وعلى نحو استثنائي، كان ريوهيه أوتشيدا (1874-1937)، الذي كان عضوا في جمعية التنين الأسود، اتحاديا من اليابان وكوريا وناشطا في الفلبين والثورات الصينية.
كان توين ميازاكي (1870-1922) يدعم ثورة صينية تحت اسم «صن يات سن» مع التضحية الروحية والتعاطف في ظل الإمبراطورية اليابانية. وانتقد أوكاكورا كاكوزو (1862-1913) الامبريالية الأوروبية باعتبارها مدمرة للجمال البشري، ودعا إلى التضامن مع «آسيا كوحدة واحدة» متنوعة ضد الحضارة الأوروبية.

## قومية آسيوية من الصين
من وجهة النظر الصينية، فإن القومية اليابانية تفسر باعتبارها إيديولوجية رشيدة فيما يتصل بالعدوان العسكري الياباني والاستيعاب السياسي. في عام 1917 دعا لي تا تشاو (1889-1927) إلى تحرير الدول الآسيوية والاتحاد الآسيوي الأكبر على قدم المساواة. في عام 1924، قال سون يات سن (1866-1925) إن الغرب مهيمن والشرق كونفوشيوسي، وطالب بالاستقلال التام من خلال مقاومة الاستعمار ب «القومية الآسيوية الكبرى» التي توحد الدول الآسيوية.

## القومية الآسيوية بعد الحرب العالمية الثانية
يزعم الزعماء السياسيون من صن يات سن في فترة التسعينيات إلى مهاتير محمد في تسعينيات القرن العشرين أن النماذج والإيديولوجيات السياسية الأوروبية تفتقر إلى القيم والمفاهيم التي تجدها المجتمعات والفلسفات الآسيوية. ولن تكون القيم الأوروبية مثل الحقوق والحريات الفردية مناسبة للمجتمعات الآسيوية في هذه الصيغة لعموم آسيا.
إن فكرة «القيم الآسيوية» نوعا ما هي نوع من انبعاث القومية الآسيوية. كان لي كوان يو رئيس وزراء سنغافورة السابق من بين أشد المتحمسين للفكرة. في الهند، كان رمانوهار لوهيا يحلم بآسيا الاشتراكية الموحدة.